# Frida Gold/Diskografie
Diese Diskografie ist eine Übersicht über die musikalischen Werke der deutschen Popband Frida Gold und ihrer Pseudonyme wie Frida. Den Schallplattenauszeichnungen zufolge hat sie bisher mehr als 500.000 Tonträger verkauft. Ihre erfolgreichsten Veröffentlichungen sind die Singles Wovon sollen wir träumen und Liebe ist meine Rebellion mit jeweils über 150.000 verkauften Einheiten.

## Alben

### Studioalben
| Jahr | Titel Musiklabel                            | Höchstplatzierung, Gesamtwochen, AuszeichnungChartplatzierungen (Jahr, Titel, Musiklabel, Platzierungen, Wochen, Auszeichnungen, Anmerkungen) | Höchstplatzierung, Gesamtwochen, AuszeichnungChartplatzierungen (Jahr, Titel, Musiklabel, Platzierungen, Wochen, Auszeichnungen, Anmerkungen) | Höchstplatzierung, Gesamtwochen, AuszeichnungChartplatzierungen (Jahr, Titel, Musiklabel, Platzierungen, Wochen, Auszeichnungen, Anmerkungen) | Anmerkungen                                              |
| Jahr | Titel Musiklabel                            | DE | AT | CH | Anmerkungen                                              |
| ---- | ------------------------------------------- | --- | --- | --- | -------------------------------------------------------- |
| 2011 | Juwel Warner Music (WMG)                    | DE14 Gold · (38 Wo.)DE | — | CH59 (2 Wo.)CH | Erstveröffentlichung: 15. April 2011 Verkäufe: + 100.000 |
| 2013 | Liebe ist meine Religion Warner Music (WMG) | DE1 Gold · (17 Wo.)DE | AT21 (1 Wo.)AT | CH25 (1 Wo.)CH | Erstveröffentlichung: 28. Juni 2013 Verkäufe: + 100.000  |
| 2016 | Alina Warner Music (WMG)                    | DE23 (3 Wo.)DE | — | CH80 (1 Wo.)CH | Erstveröffentlichung: 30. September 2016                 |

### Livealben
| Jahr | Titel Musiklabel                                             | Anmerkungen                                                                                         |
| ---- | ------------------------------------------------------------ | --------------------------------------------------------------------------------------------------- |
| 2013 | Liebe ist meine Religion Live + Akustisch Warner Music (WMG) | Erstveröffentlichung: 13. Dezember 2013 Verkäufe werden in DE Liebe ist meine Religion hinzuaddiert |

### EPs
| Jahr | Titel Musiklabel   | Anmerkungen                        |
| ---- | ------------------ | ---------------------------------- |
| 2009 | Frida Selbstverlag | Erstveröffentlichung: 6. März 2009 |

## Singles

### Als Leadmusiker
| Jahr | Titel Album                                                  | Höchstplatzierung, Gesamtwochen, AuszeichnungChartplatzierungen (Jahr, Titel, Album, Platzierungen, Wochen, Auszeichnungen, Anmerkungen) | Höchstplatzierung, Gesamtwochen, AuszeichnungChartplatzierungen (Jahr, Titel, Album, Platzierungen, Wochen, Auszeichnungen, Anmerkungen) | Höchstplatzierung, Gesamtwochen, AuszeichnungChartplatzierungen (Jahr, Titel, Album, Platzierungen, Wochen, Auszeichnungen, Anmerkungen) | Anmerkungen                                                                                |
| Jahr | Titel Album                                                  | DE | AT | CH | Anmerkungen                                                                                |
| ---- | ------------------------------------------------------------ | --- | --- | --- | ------------------------------------------------------------------------------------------ |
| 2010 | Zeig mir wie du tanzt Frida • Juwel                          | DE38 (10 Wo.)DE | AT70 (1 Wo.)AT | — | Erstveröffentlichung: 15. Oktober 2010                                                     |
| 2010 | Verständlich sein Juwel                                      | — | — | — | Erstveröffentlichung: 24. Dezember 2010                                                    |
| 2011 | Wovon sollen wir träumen Frida • Juwel                       | DE19 Gold · (59 Wo.)DE | AT49 (3 Wo.)AT | CH69 (1 Wo.)CH | Erstveröffentlichung: 1. April 2011 Verkäufe: + 150.000                                    |
| 2011 | Unsere Liebe ist aus Gold Juwel                              | DE32 (5 Wo.)DE | — | — | Erstveröffentlichung: 23. September 2011                                                   |
| 2011 | Gold Juwel (Gold-Edition)                                    | — | — | — | Erstveröffentlichung: 2. Dezember 2011                                                     |
| 2013 | Liebe ist meine Rebellion Liebe ist meine Religion           | DE4 Gold · (21 Wo.)DE | AT55 (8 Wo.)AT | CH75 (1 Wo.)CH | Erstveröffentlichung: 17. Mai 2013 Verkäufe: + 150.000; Original: Gala – Freed from Desire |
| 2013 | Die Dinge haben sich verändert Liebe ist meine Religion      | — | — | — | Erstveröffentlichung: 18. Oktober 2013                                                     |
| 2015 | Run Run Run Alina                                            | — | — | — | Erstveröffentlichung: 14. August 2015                                                      |
| 2016 | Wir sind zuhaus Alina                                        | — | — | — | Erstveröffentlichung: 6. Mai 2016                                                          |
| 2016 | Langsam Alina                                                | — | — | — | Erstveröffentlichung: 2. September 2016                                                    |
| 2019 | Wach (Loft Session akustisch) –                              | — | — | — | Erstveröffentlichung: 29. November 2019                                                    |
| 2019 | Verletzbar (Loft Session akustisch) –                        | — | — | — | Erstveröffentlichung: 13. Dezember 2019                                                    |
| 2019 | Wieder geht was zu Ende –                                    | — | — | — | Erstveröffentlichung: 27. Dezember 2019 feat. Samy Deluxe                                  |
| 2020 | Halleluja –                                                  | — | — | — | Erstveröffentlichung: 29. Mai 2020                                                         |
| 2021 | Liebes-Lied Rilke Projekt – Das ist die Sehnsucht (Sampler)  | — | — | — | Erstveröffentlichung: 5. November 2021 mit Cassandra Steen                                 |
| 2022 | Ich habe keine Angst davor, dass die Welt sich weiterdreht – | — | — | — | Erstveröffentlichung: 19. August 2022                                                      |
| 2022 | Was ist Weihnachten für dich –                               | — | — | — | Erstveröffentlichung: 2. Dezember 2022                                                     |
| 2023 | Alle Frauen in mir sind müde –                               | — | — | — | Erstveröffentlichung: 27. Januar 2023 feat. Afra Rubino                                    |
| 2023 | Bis aufs Herz –                                              | — | — | — | Erstveröffentlichung: 31. März 2023                                                        |
| 2023 | Lovesongs –                                                  | — | — | — | Erstveröffentlichung: 28. April 2023                                                       |
| 2025 | Neuer Tag –                                                  | — | — | — | Erstveröffentlichung: 14. Februar 2025                                                     |
| 2025 | Menschen machen solche Sachen –                              | — | — | — | Erstveröffentlichung: 14. März 2025                                                        |
| 2025 | Traurig x Glücklich –                                        | — | — | — | Erstveröffentlichung: 20. Juni 2025                                                        |

### Als Gastmusiker
| Jahr | Titel Album      | Höchstplatzierung, Gesamtwochen, AuszeichnungChartplatzierungen (Jahr, Titel, Album, Platzierungen, Wochen, Auszeichnungen, Anmerkungen) | Höchstplatzierung, Gesamtwochen, AuszeichnungChartplatzierungen (Jahr, Titel, Album, Platzierungen, Wochen, Auszeichnungen, Anmerkungen) | Höchstplatzierung, Gesamtwochen, AuszeichnungChartplatzierungen (Jahr, Titel, Album, Platzierungen, Wochen, Auszeichnungen, Anmerkungen) | Anmerkungen                                                |
| Jahr | Titel Album      | DE | AT | CH | Anmerkungen                                                |
| --- | ---------------- | --- | --- | --- | ---------------------------------------------------------- |
| 2009 | Sommer lang Taxi | — | — | — | Erstveröffentlichung: August 2009 Bosse feat. Frida        |
| Folgende Lieder erschienen nicht als Single, wurden aber durch das Album zum Download und Streaming bereitgestellt und konnten somit eine Platzierung erlangen: |                  | | | |                                                            |
| |                  | | | |                                                            |
| 2016 | Sie Abstand      | DE81 (1 Wo.)DE | — | — | Charteinstieg: 2. Dezember 2016 KC Rebell feat. Frida Gold |

## Musikvideos
| Jahr | Titel                                                      | Regie                           |
| ---- | ---------------------------------------------------------- | ------------------------------- |
| 2009 | Sommer lang                                                |                                 |
| 2010 | Zeig mir wie du tanzt                                      | Alexander Gnädinger             |
| 2011 | Wovon sollen wir träumen                                   | Hagen Decker                    |
| 2011 | Unsere Liebe ist aus Gold                                  | Marcus Sternberg                |
| 2011 | Gold                                                       | Jirka Schaar                    |
| 2013 | Liebe ist meine Rebellion                                  | Specter Berlin                  |
| 2013 | Die Dinge haben sich verändert                             | Marcus Sternberg                |
| 2014 | 6 Billionen                                                |                                 |
| 2015 | Run Run Run                                                |                                 |
| 2016 | Wir sind zuhaus                                            | Mischa Meyer                    |
| 2016 | Langsam                                                    | Autumn Sonnichsen               |
| 2017 | Zurück zu mir                                              |                                 |
| 2019 | Wieder geht was zu Ende                                    |                                 |
| 2020 | Halleluja                                                  | Fabian Süggeler                 |
| 2020 | Driving Home for Christmas                                 | Fabian Süggeler                 |
| 2022 | Ich habe keine Angst davor, dass die Welt sich weiterdreht | Fabian Süggeler                 |
| 2022 | Was ist Weihnachten für dich                               | Fabian Süggeler                 |
| 2023 | Alle Frauen in mir sind müde                               | Alina Süggeler, Fabian Süggeler |
| 2023 | Lovesongs                                                  | Alina Süggeler, Fabian Süggeler |
| 2025 | Neuer Tag                                                  | Fabian Süggeler                 |
| 2025 | Menschen machen solche Sachen                              | Fabian Süggeler                 |

## Promoveröffentlichungen
| Jahr | Titel Album                                                    | Anmerkungen                         |
| ---- | -------------------------------------------------------------- | ----------------------------------- |
| 2011 | Nackt vor deiner Tür Juwel                                     | Erstveröffentlichung: 25. März 2011 |
| 2011 | Komm zu mir nach Haus Juwel                                    | Erstveröffentlichung: 8. April 2011 |
| 2016 | Wir sind zuhaus (Madizin Single Mix) Wendy – Der Film (O.S.T.) | Erstveröffentlichung: 15. Juli 2016 |

## Sonderveröffentlichungen

### Lieder
| Jahr | Titel Album                                                | Anmerkungen                                                                                |
| ---- | ---------------------------------------------------------- | ------------------------------------------------------------------------------------------ |
| 2009 | Sommer lang Taxi                                           | Erstveröffentlichung: 6. Februar 2009 Bosse feat. Frida                                    |
| 2011 | Good Life City MTV Unplugged – Live aus dem Hotel Atlantic | Erstveröffentlichung: 16. September 2011 Udo Lindenberg feat. Alina Süggeler & Andi Weizel |
| 2016 | Sie Abstand                                                | Erstveröffentlichung: 25. November 2016 KC Rebell feat. Frida Gold                         |

| Jahr | Titel Album                                       | Anmerkungen                                                                               |
| ---- | ------------------------------------------------- | ----------------------------------------------------------------------------------------- |
| 2011 | Only Girl (In the World) Better Than the Original | Erstveröffentlichung: 12. August 2011 Original: Rihanna                                   |
| 2014 | Trautes Heim Giraffenaffen 3                      | Erstveröffentlichung: 14. November 2014 Original: Sherman-Brüder – My Own Home            |
| 2020 | Driving Home for Christmas So klingt Weihnachten  | Erstveröffentlichung: 3. Dezember 2020 Original: Chris Rea                                |
| 2021 | Liebes-Lied Rilke Projekt – Das ist die Sehnsucht | Erstveröffentlichung: 26. November 2021 mit Cassandra Steen; Original: Rainer Maria Rilke |

| Jahr | Titel Soundtrack                                      | Anmerkungen                           |
| ---- | ----------------------------------------------------- | ------------------------------------- |
| 2017 | Wir sind zuhaus (Madizin Single Mix) Wendy – Der Film | Erstveröffentlichung: 27. Januar 2017 |
| 2017 | Zurück zu mir Conni & Co 2 – Das Geheimnis des T-Rex  | Erstveröffentlichung: 5. April 2017   |

### Videoalben
| Jahr | Titel Musiklabel                                            | Anmerkungen |
| ---- | ----------------------------------------------------------- | --- |
| 2011 | Juwel (Gold-Edition) Warner Music (WMG)                     | Erstveröffentlichung: 2. Dezember 2011 erweiterte Fassung mit Bonus-DVD; Verkäufe werden Juwel hinzuaddiert                 |
| 2013 | Liebe ist meine Religion (Deluxe-Fanbox) Warner Music (WMG) | Erstveröffentlichung: 28. Juni 2013 erweiterte Fassung mit Bonus-DVD; Verkäufe werden Liebe ist meine Religion hinzuaddiert |

## Statistik

### Chartauswertung
|                     | DE    | AT    | CH    |
| ------------------- | ----- | ----- | ----- |
| Nummer-eins-Alben   | DE1DE | AT—AT | CH—CH |
| Top-10-Alben        | DE1DE | AT—AT | CH—CH |
| Alben in den Charts | DE3DE | AT1AT | CH3CH |

|                       | DE    | AT    | CH    |
| --------------------- | ----- | ----- | ----- |
| Nummer-eins-Singles   | DE—DE | AT—AT | CH—CH |
| Top-10-Singles        | DE1DE | AT—AT | CH—CH |
| Singles in den Charts | DE5DE | AT3AT | CH2CH |

### Auszeichnungen für Musikverkäufe
Anmerkung: Auszeichnungen in Ländern aus den Charttabellen bzw. Chartboxen sind in ebendiesen zu finden.
| Land/RegionAuszeichnungen für Musikverkäufe (Land/Region, Auszeichnungen, Verkäufe, Quellen) | Gold     | Platin | Verkäufe | Quellen           |
| -------------------------------------------------------------------------------------------- | -------- | ------ | -------- | ----------------- |
| Deutschland (BVMI)                                                                           | 4× Gold4 | —      | 500.000  | musikindustrie.de |
| Insgesamt                                                                                    | 4× Gold4 | —      |          |                   |